# Greta Andersen
Pour les articles homonymes, voir Andersen.
Greta Marie Andersen, née le 1er mai 1927 à Copenhague et morte le 6 février 2023 à Solvang, est une nageuse danoise.
Double médaillée lors des Jeux olympiques d'été de 1948 (notamment en or sur le 100 mètres nage libre), elle remporte le marathon de la Manche en 1957 et 1958, ainsi que la Traversée internationale du lac Saint-Jean en 1958.

## Biographie
Aux Jeux olympiques d'été de 1948 à Londres, Greta Andersen remporte la médaille d'or à l'issue de la finale du 100 mètres nage libre. Elle est aussi médaillée d'argent du relais 4 × 100 mètres nage libre. En 1952 à Helsinki, elle n'obtient aucune médaille olympique, terminant huitième de la finale du 400 mètres dos et quatrième de la finale du relais 4 × 100 mètres nage libre.
Le 21 août 1957, elle remporte le marathon de la Manche, réunissant parmi les meilleurs de la nage de fond et organisé par des journaux anglais (seul un autre nageur atteint la côte anglaise), en 13 heures et 53 minutes. Elle réédite l’exploit l’année suivante en 11 heures et 1 minute.
Le 3 août 1958, elle devient la première femme à remporter, lors de sa quatrième édition, la Traversée internationale du lac Saint-Jean (compétition ouverte aux deux sexes), en un temps record de 8 heures et 17 minutes ; elle devance deux nageurs du Québec, Helga Jensen et Régent Lacoursière.
Elle entre à l'International Swimming Hall of Fame en 1969.

## Palmarès

### Championnats d'Europe
- Championnats d'Europe 1947 à Roquebrune-Cap-Martin (France)
  -  Médaille d'or du 4 × 100 m nage libre
  -  Médaille de bronze du 100 m nage libre
- Championnats d'Europe 1950 à Vienne (Autriche)
  -  Médaille d'or du 400 m nage libre
  -  Médaille d'argent du 4 × 100 m nage libre
  -  Médaille de bronze du 100 m nage libre